# NGC 159
NGC 159 é uma galáxia espiral barrada (SB0-a) localizada na direcção da constelação de Phoenix. Possui uma declinação de -55° 47' 23" e uma ascensão recta de 0 horas, 34 minutos e 35,4 segundos.
A galáxia NGC 159 foi descoberta em 28 de Outubro de 1834 por John Herschel.